# Mesoligia lineata
Mesoligia lineata là một loài bướm đêm trong họ Noctuidae.